# Deparia japonica
Deparia japonica là một loài thực vật có mạch trong họ Woodsiaceae. Loài này được (Thunb.) M. Kato miêu tả khoa học đầu tiên năm 1977.

## Hình ảnh

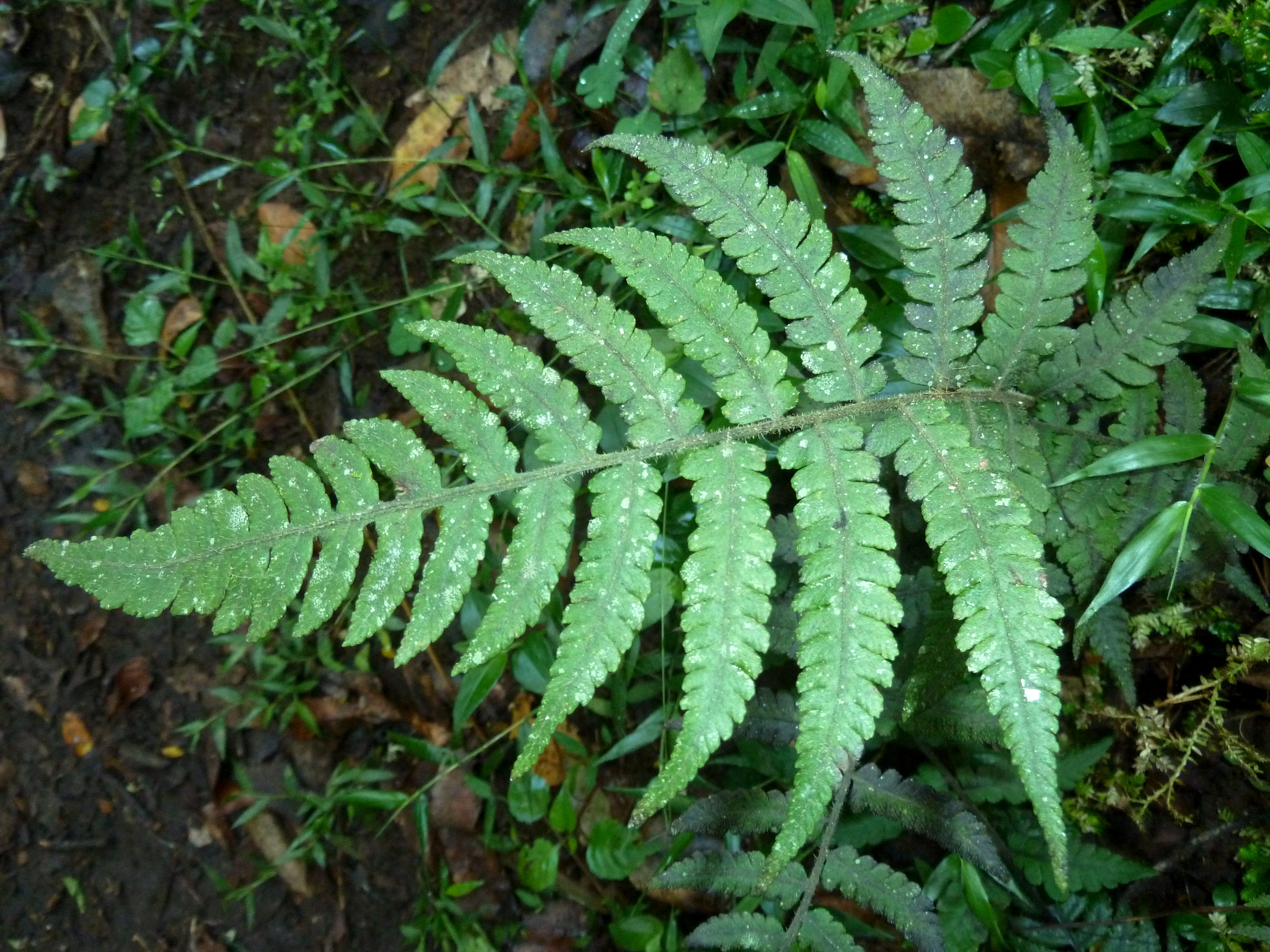
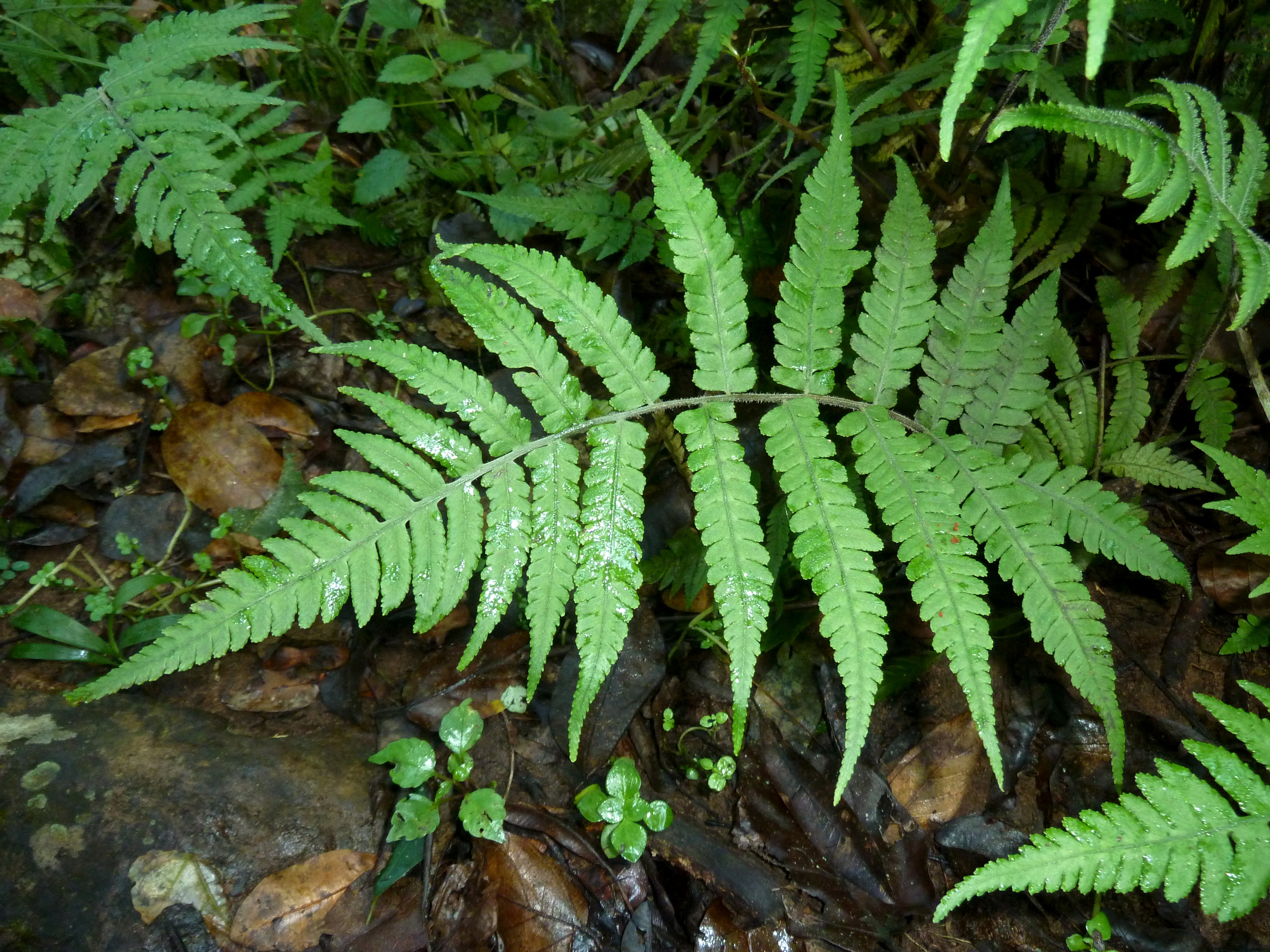
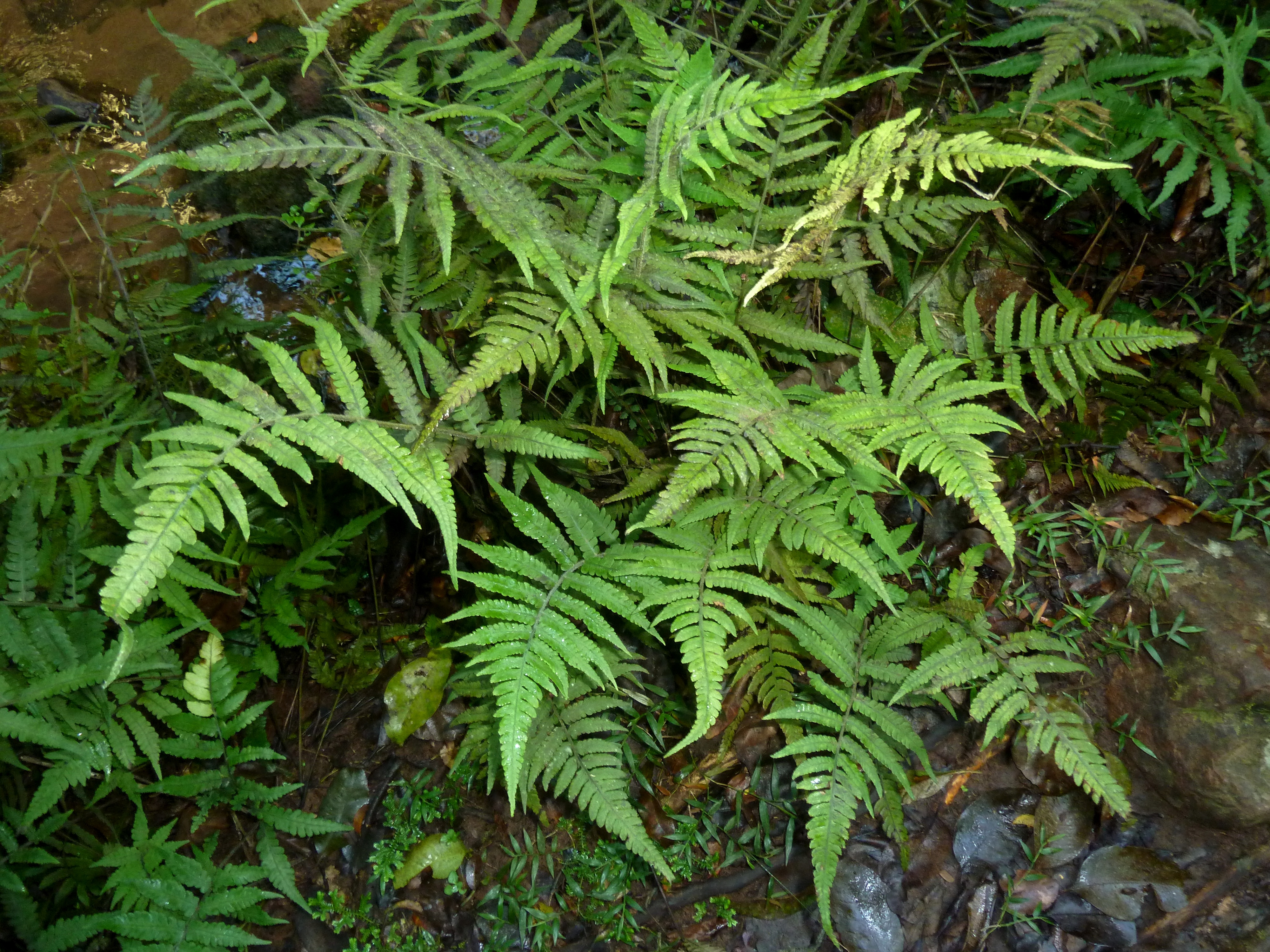
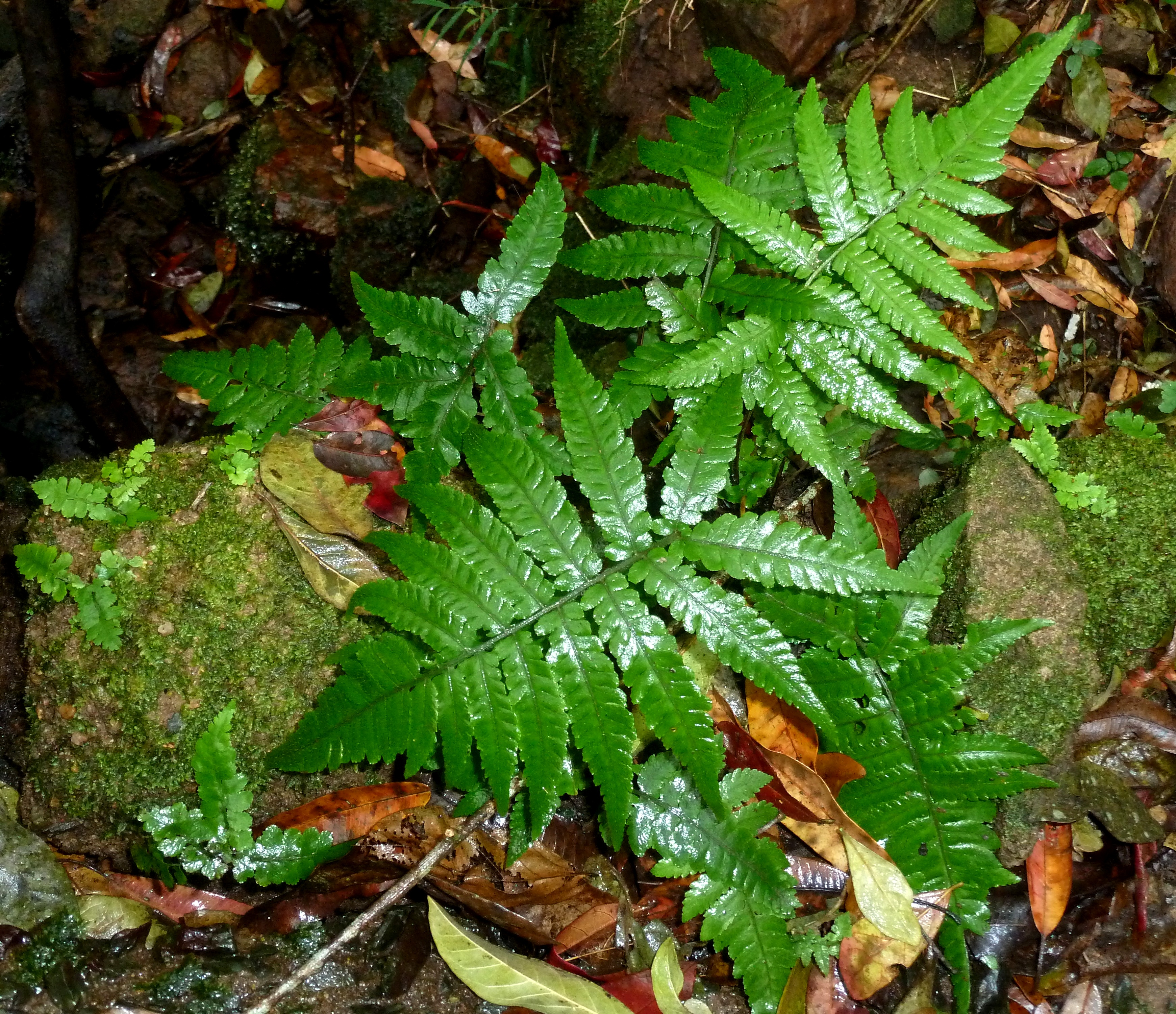